# Григорий Богослов (фрегат, 1781)
«Григорий Богослов» или «Бористен» — торговое судно, а затем фрегат Черноморского флота Российской империи, участник русско-турецкой войны 1787—1791 годов.

## Описание фрегата
Длина судна составляла 34,2 метра, ширина — 9,3 метра, а осадка — 4 метра. Первоначально был построен как торговое судно, но 1788 году был переоборудован в «новоизобретённый» фрегат.

## История службы
Был построен в Херсоне в качестве торгового судна, спущен на воду под именем «Бористен». В 1788 году в Херсоне был переоборудован инженером М. Л. Фалеевым в «новоизобретённый» фрегат и включён в состав Черноморского флота России.
Принимал участие в русско-турецкой войне 1787—1791 годов. В 1788 году вошёл в состав Лиманской эскадры. 20 и 21 мая в составе отряда принимал участие в преследовании судов противника в Днепровском лимане. 7 и 17 июня в составе эскадры Поля Джонса участвовал в сражениях с турецким флотом у Очакова, при этом турецкий флот был разбит и отошёл к Очакову. 20 июля ушёл к Глубокой Пристани вместе с отрядом. В следующем году стоял у Очакова.
Фрегат был разобран после 1791 года.

## Командиры фрегата
Командирами транспорта «Бористен», а затем фрегата «Григорий Богослов» в разное время служили:
- лейтенант, с 1 (12) января 1787 года капитан-лейтенант, а с 3 (14) июля 1788 года капитан 2-го ранга Е. П. Сарандинаки (1784—1788 годы)[3].